# 15613 Rajihyun
15613 Rajihyun este o planetă minoră (asteroid), cu un diametru de 6,011 km, din centura de asteroizi. A fost descoperită pe 12 aprilie 2000 la Experimental Test Site⁠(d) de Lincoln Near-Earth Asteroid Research. 
Obiectul prezintă o orbită caracterizată de o semiaxă mare de 2,5670017 UAi, o excentricitate de 0,11, o înclinație de 12,78602 ° în raport cu ecliptica.